# 六星占術によるあなたの運命
六星占術によるあなたの運命（ろくせいせんじゅつによるあなたのうんめい）は占いの本のシリーズ。

## 概要
細木数子による年度別の六星占術による占いの本で毎年出版されている。2019年度版までは細木数子であったが、2020年度版からは細木かおりとなる。
1986年から刊行。2018年版まではベストセラーズから刊行されていたが、2019年版から版元を飛鳥新社に移している。
2012年累計部数が9000万部を超えギネス世界記録に登録。
2017年8月に2018年版が発売され、この初版の上乗せで累計部数が1億部を超える。